# Джафаров, Аждар Хосров оглы
Аждар Хосров оглы Джафаров (азерб. Cəfərov Əjdər Xosrov oğlu; род. 7 октября 1985, Баку) — азербайджанский спортивный деятель, заслуженный тренер Азербайджана по борьбе, судья ФИЛА, судья олимпийской категории.

## Биография
Аждар Джафаров родился 7 октября 1985 года в городе Баку. Отец - Хосров муаллим - на протяжении длительного периода был главным тренером юношеской сборной Азербайджана по вольной борьбе. Среднее образование получил в школе номер 199. Окончил факультеты «Борьба и ее методика» при Государственной академии физкультуры и спорта» (в 2011 году) и «Государственное управление» Академии управления при Президенте (2015).

### Карьера
Карьеру начал в Федерации борьбы Азербайджана в 2006 году по приглашению бывшего 1-го вице-президента организации Джаваншира Гурбанова. По итогам его работы тогда новый президент Федерации Фазиль Мамедов в 2009 году назначил А.Джафарова главой Судейской коллегии. А 15 августа 2011 года по рекомендации 1-го вице-президента Федерации Намика Алиева был назначен генеральным секретарем. На этой должности А.Джафаров проработал до 4 февраля 2016 года.
Согласно решению Судейской коллегии ФИЛА от 5-6 января 2011 года, прошедшего в штате Флорида (США) он был удостоен наивысшей оценки в судействе - получением олимпийской категории. А.Джафаров также работал рефери на Юношеской олимпиаде в Сингапуре-2010 и на взрослой Олимпиаде в Лондоне-2012. Он был координатором Первых Европейских игр-2015 в Баку от Союза мировой борьбы.

## Успехи
В Нанкине-2014 на Юношеских олимпийских играх были завоеваны 5 путевок и все они оказались медальными. Из Китая азербайджанские борцы привезли 3 золотых и 2 серебряные награды. На молодежном первенстве мира-2014 в Загребе (Хорватия) греко-римляне взяли 5 золотых, 1 серебряную; девушки - 1 золотую, 2 бронзовые; вольники - 2 серебряные и 1 бронзовую медали. Тот успех «классиков» до сих пор считается самым высоким результатом.
Что касается взрослых, то сборная по греко-римской борьбе в Тегеране на Кубке мира-2015 впервые в своей истории завоевала главный трофей.  А вольники Азербайджана добились наибольшего успеха в период работы Аждара Джафарова генеральным секретарем - в 2012 году они заняли 2-е место на Кубке мира в Баку.
Кроме того, на период работы Джафарова приходятся также 5 золотых, 9 серебряных и 13 бронзовых медалей на чемпионатах мира; 5 золотых, 6 серебряных и 12 бронзовых наград на чемпионатах Европы. Безусловно, самым запоминающимся событием в спортивной жизни Азербайджана является Летняя Олимпиада 2012 года в Лондоне. Программа, установленная молодым генеральным секретарем Аждаром Джафаровым принесла свои плоды с излишком: 2 золотые, 2 серебряные и 3 бронзовые медали. Этот результат является лучшим не только в борьбе, но и наивысшим в истории Азербайджана на Олимпийских играх с момента обретения независимости.

## Почетные звания
В 2010 году признан «Лучшим судьёй года» Международной федерации борьбы. В 2011 году он был удостоен звания «Заслуженный тренер», а в 2012-м был награжден медалью «Терегги» («Прогресс») и  серебряной медалью FILA за заслуги в развитии борьбы в Азербайджане и высокий уровень пропаганды правил борьбы. В 2015-м награжден «Почётным дипломом Президента Азербайджанской Республики».
В настоящее время Аждар Джафаров работает директором Республиканской специализированной детско-юношеской спортивной школы олимпийского резерва номер 2 при Спортивном центре «Тэхсил».